# DSA-245
La DSA-245 es una carretera perteneciente a la Red Secundaria de la Diputación Provincial de Salamanca que une las localidades de Los Santos y Valdelacasa.

## Origen y Destino
La carretera  DSA-245  tiene su origen en Los Santos, en la intersección con la carretera  DSA-241 , y termina en Valdelacasa en la intersección con las carreteras  SA-214  y  DSA-243 , formando parte de la Red de carreteras de Salamanca.